# لامپیرای هندوراس
لامپیرای هندوراس (به انگلیسی: Honduran lempira) (به اسپانیایی: lempira hondureño) با کد ایزوی HNL، یکای پول رایج در کشور هندوراس است. مسئولیت کنترل این یکای پول بر عهدهٔ بانک مرکزی هندوراس قرار دارد. هر لامپیرا به ۱۰۰ سنتاوو بخش می‌شود.

## ریشه‌شناسی
لامپیرا نام فرمانروای مردمان بومی لِنکا در سده شانزدهم میلادی بود که در میان مردم هندوراس به عنوان رهبر مقاومت در برابر نیروهای کنکیستادور اسپانیا شناخته می‌شود. نگاره این قهرمان ملی بر روی اسکناس ۱ لامپیرایی و سکه‌های ۲۰ و ۵۰ سنتاوویی نقش بسته است.

## تاریخچه
لامپیرا در سال ۱۹۳۱ معرفی و جایگزین پزوی هندوراس شد. با تأسیس بانک مرکزی هندوراس و ملی شدن سامانه پرداخت در هندوراس در سال ۱۹۵۰ این یکای پول به حال کنونی خود ارتقا یافت. تا پیش از آن شماری اندک از مردم به لامپیرا دسترسی داشتند.

## سکه‌ها

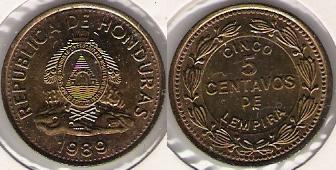
سکه ۵ سنتاوویی ضرب سال ۱۹۸۹

هم‌اکنون ۴ سکه در گردشند: 
- ۵ سنتاوو
- ۱۰ سنتاوو
- ۲۰ سنتاوو
- ۵۰ سنتاوو

## اسکناس‌ها
در ژانویه ۲۰۱۰ جنس اسکناس ۲۰ لامپیرایی به بسپار تغییر یافت.
در سال ۲۰۲۱ به مناسبت دویستمین سالگرد استقلال هندوراس از اسپانیا اسکناسی ۲۰۰ لامپیرایی منتشر شد که تصویر دو مکائوی سرخ‌فام، پرنده ملی هندوراس بر آن نقش بسته است.
| نگاره |      |          |             | شرح                    | شرح                            | تاریخ انتشار      |
| نگاره | بها  | رنگ      | ابعاد       | رو                     | پشت                            | تاریخ انتشار      |
| ----- | ---- | -------- | ----------- | ---------------------- | ------------------------------ | ----------------- |
|       | L۱   | قرمز     | ۱۵۶ × ۶۷ mm | لامپیرا                | کوپان                          | ۱۹۳۲              |
|       | L۲   | ارغوانی  | ۱۵۶ × ۶۷ mm | مارکو اورلیو سوتو      | اماپالا                        | ۱۹۳۲              |
|       | L۵   | خاکستری  | ۱۵۶ × ۶۷ mm | فرانچسکو مورازان       | نبرد ترینیداد                  | ۱۹۳۲              |
|       | L۱۰  | قهوه‌ای   | ۱۵۶ × ۶۷ mm | خوزه ترینیداد کابانیاس | دانشگاه ملی اوتونوما د هندوراس | ۱۹۳۲              |
|       | L۲۰  | سبز      | ۱۵۶ × ۶۷ mm | دیونیسیو ده هیررا      | کاخ ریاست‌جمهوری                | ۱۹۳۲، ژانویه ۲۰۱۰ |
|       | L۵۰  | آبی      | ۱۵۶ × ۶۷ mm | خوآن مانوئل گالوز      | بانک مرکزی هندوراس             | ۱۹۵۰              |
|       | L۱۰۰ | نارنجی   | ۱۵۶ × ۶۷ mm | خوزه سیسیلیو دل واله   | خانه خوزه سیسیلیو دل واله      | ۱۹۵۰              |
|       | L۲۰۰ | فیروزه‌ای | ۱۵۶ × ۶۷ mm | دو مکائوی سرخ‌فام       | بانک مرکزی هندوراس             | ۲۰۲۱              |
|       | L۵۰۰ | بنفش     | ۱۵۶ × ۶۷ mm | رامون روزا             | سن خاسینتو                     | ۱۹۹۵              |